# Campionatul de Fotbal al României 1915
Sezonul 1915 al Cupei Jean Luca P. Niculescu a fost cea de-a șasea ediție a Campionatului de Fotbal al României. A avut loc în perioada septembrie-decembrie 1915. Campioană a României devine în premieră Româno-Americana FC București. În premieră la competiție participă o echipă din alt oraș în afară de București și Ploiești: Excelsior-Oltenia Craiova. 

## Rezultate
- Româno-Americana București a avut 5 victorii consecutive și 10 meciuri fără înfrângere(record).
- Cea mai mare victorie acasă Prahova-Colțea 17-0(record).

| Data       | Gazde      | Scorul | Oaspeți    |
| ---------- | ---------- | ------ | ---------- |
| 06.09.1915 | Bukarester | 3–2    | Excelsior  |
| 06.09.1915 | Prahova    | 2–2    | Rom-Am     |
| 13.09.1915 | Rom-Am     | 4–0    | Colțea     |
| 13.09.1915 | Prahova    | 3–1    | Bukarester |
| 13.09.1915 | Excelsior  | 3–4    | Colentina  |
| 30.09.1915 | Colțea     | 2–1    | Bukarester |
| 30.09.1915 | Colentina  | 2–2    | Prahova    |
| 30.09.1915 | Excelsior  | 0–8    | Rom-Am     |
| 04.10.1915 | Prahova    | 6–0    | Colțea     |
| 04.10.1915 | Rom-Am     | 2–0    | Bukarester |
| 11.10.1915 | Excelsior  | 3–1    | Bukarester |
| 11.10.1915 | Colentina  | 1–0    | Colțea     |
| 11.10.1915 | Rom-Am     | 1–1    | Prahova    |
| 18.10.1915 | Bukarester | 2–1    | Colțea     |

| Data       | Gazde     | Scorul | Oaspeți    |
| ---------- | --------- | ------ | ---------- |
| 25.10.1915 | Prahova   | 6–1    | Excelsior  |
| 26.10.1915 | Colentina | 1–0    | Bukarester |
| 26.10.1915 | Rom-Am    | 3–0    | Colțea     |
| ?.?.1915   | Colentina | 5–1    | Excelsior  |
| ?.?.1915   | Prahova   | 8–2    | Bukarester |
| 08.11.1915 | Rom-Am    | 3–0*   | Excelsior  |
| 08.11.1915 | Prahova   | 5–3    | Colentina  |
| 15.11.1915 | Colentina | 1–2    | Rom-Am     |
| 15.11.1915 | Prahova   | 17–0   | Colțea     |
| 22.11.1915 | Rom-Am    | 7–0    | Bukarester |
| 22.11.1915 | Colentina | 2–0    | Colțea     |
| ?.11.1915  | Colțea    | 2–1    | Excelsior  |
| 06.12.1915 | Rom-Am    | 2–0    | Colentina  |
| ?.12.1915  | Colentina | 2–3    | Bukarester |

* Meciurile nu s-au disputat deoarece oaspeții nu s-au prezentat.

## Clasament
| Loc | Echipă               | Pct. | MJ | V | E | Î | GM | GP | GA    | Note               |
| --- | -------------------- | ---- | -- | - | - | - | -- | -- | ----- | ------------------ |
| 1.  | Româno-Americană (C) | 14   | 9  | 6 | 2 | 1 | 13 | 8  | 1,625 | Campioana României |
| 2.  | Prahova Ploiești     | 7    | 8  | 3 | 1 | 4 | 13 | 18 | 0,722 |                    |
| 3.  | Colentina            | 13   | 9  | 6 | 1 | 2 | 12 | 11 | 1,091 |                    |
| 4.  | Bukarester FC        | 12   | 9  | 6 | 0 | 3 | 17 | 9  | 1,889 |                    |
| 5.  | Colțea București     | 6    | 9  | 3 | 0 | 6 | 6  | 14 | 0,429 |                    |
| 6.  | Oltenia Craiova      | 2    | 10 | 1 | 0 | 9 | 3  | 4  | 0,750 |                    |

| Câștigătorii Cupei Jean Luca P. Niculescu ediția 1915 |
| ----------------------------------------------------- |
| Româno-Americană București Primul Titlu               |

## Cupa Harwester
Tot în 1915, în primăvară, a avut loc Cupa Harwester.

### Rezultate
| Gazde         | Scorul   | Oaspeți   |
| ------------- | -------- | --------- |
| Bukarester FC | 2-2      | Colțea    |
| Bukarester FC | a învins | Colentina |
| Colentina     | egal     | Colțea    |

### Clasament
| Loc | Echipă           | Pct. | MJ | V | E | Î | GM | GP | GA | Note                    |
| --- | ---------------- | ---- | -- | - | - | - | -- | -- | -- | ----------------------- |
| 1.  | Bukarester FC    | 3    | 2  | 1 | 1 | 0 | 0  | 0  | —  | Câștigătoarea trofeului |
| 2.  | Colțea București | 2    | 2  | 0 | 2 | 0 | 0  | 0  | —  |                         |
| 3.  | Colentina        | 1    | 2  | 0 | 1 | 1 | 0  | 0  | —  |                         |